# Pavol Kaincz
Pavol Kaincz [pavol kajnc] (14. září 1919 Košice – 6. ledna 1985 tamtéž) byl slovenský fotbalista, který nastupoval nejčastěji jako obránce.

## Hráčská kariéra
V československé lize hrál za Jednotu Košice (1945–1948), aniž by skóroval.

### Prvoligová bilance
| Ročník             | Zápasy | Góly | Minuty | Klub           |
| ------------------ | ------ | ---- | ------ | -------------- |
| I. liga 1945/46    | –      | 0    | –      | Jednota Košice |
| I. liga 1946/47    | –      | 0    | –      | Jednota Košice |
| I. liga 1947/48    | –      | 0    | –      | Jednota Košice |
| I. liga 1948       | –      | 0    | –      | Jednota Košice |
| CELKEM I. ČS. LIGA | –      | 0    | –      |                |